# Halisarca purpura
Halisarca purpura är en svampdjursart som beskrevs av Little 1963. Halisarca purpura ingår i släktet Halisarca och familjen Halisarcidae. Inga underarter finns listade i Catalogue of Life.